# Joseph Lamb

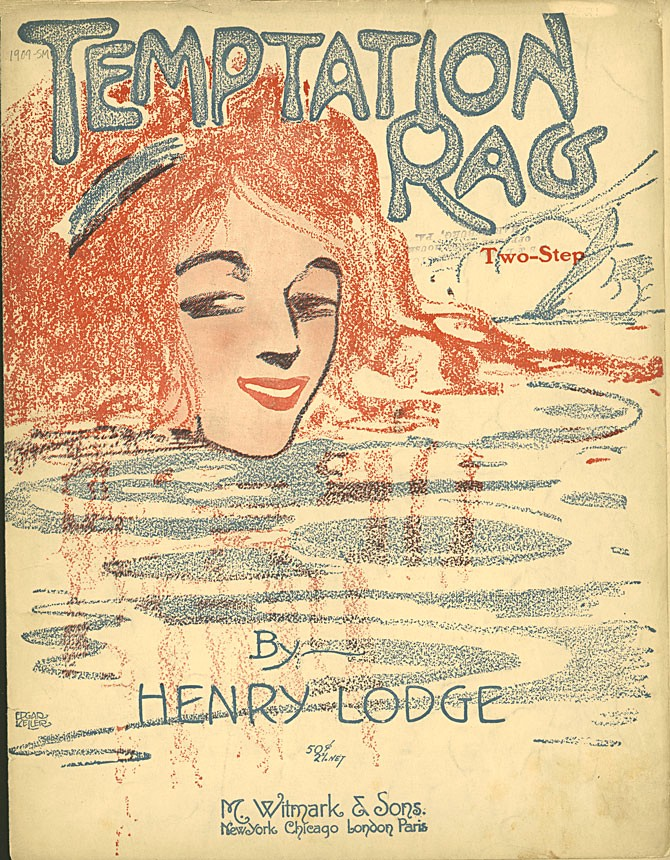

Joseph Francis Lamb (Montclair, New Jersey, 1887. december 6. – Brooklyn, 1960. szeptember 3.) ír származású, amerikai ragtime zongorista. Az afro-amerikai Scott Joplin és James Scott mellett a műfaj három legfontosabb alkotójának egyikeként tartják számon.

## Pályakép
Lamb a New Jersey-béli Montclair-ben született. Négy testvérből legkisebbként autodidakta módon tanult zongorázni, Scott Joplin korai művei igen nagy hatást gyakoroltak rá. 1904-ben kimaradt a St. Jerome's College-ből, hogy egy divatáru cégnél dolgozhasson. 1907-ben a John Stark & Son New York-i irodájában megismerkedett példaképével, Scott Joplinnal, aki egészen el volt ragadtatva Lamb műveitől és beajánlotta a kiadónál. A következő évtizedben a John Stark & Son tizenkét darabot adott ki Lamb-től, elsőként a Sensationt.

## Albumok
A John Stark & Son által publikált művek 1908 és 1919 között:
- Sensation (1908)
- Ethiopia Rag (1909)
- Excelsior Rag (1909)
- Champagne Rag (1910)
- American Beauty Rag (1913)
- Cleopatra Rag (1915)
- Contentment Rag (1915)
- Ragtime Nightingale (1915)
- Reindeer Rag (1915)
- Patricia Rag (1916)
- The Top Liner Rag (1916)
- Bohemia Rag (1919)

| Top Liner Rag: |
|                |